# Chiesa di San Pietro Martire (Udine)
La chiesa di San Pietro martire è uno dei più importanti edifici religiosi di Udine.

## Storia

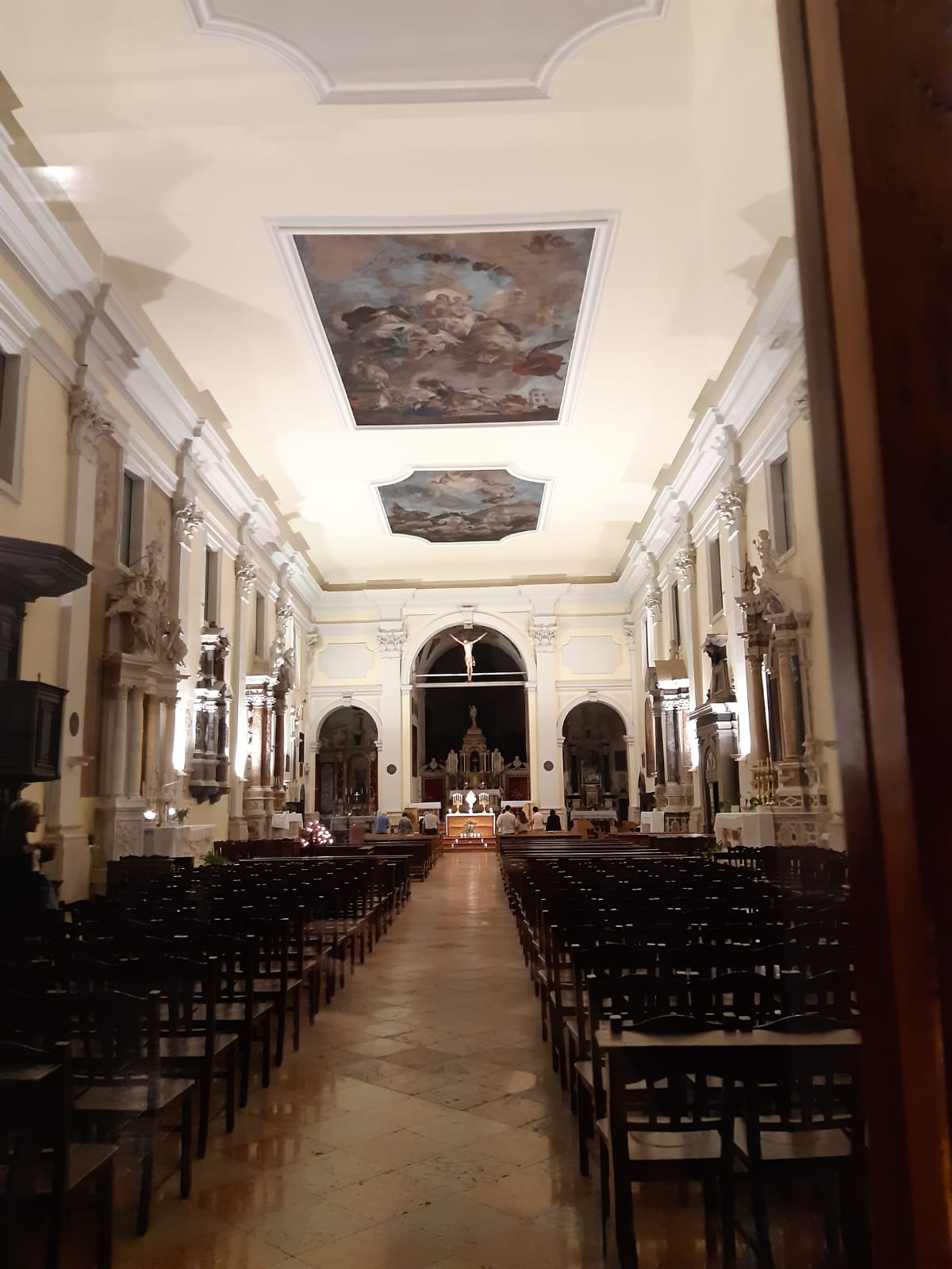
L'interno.

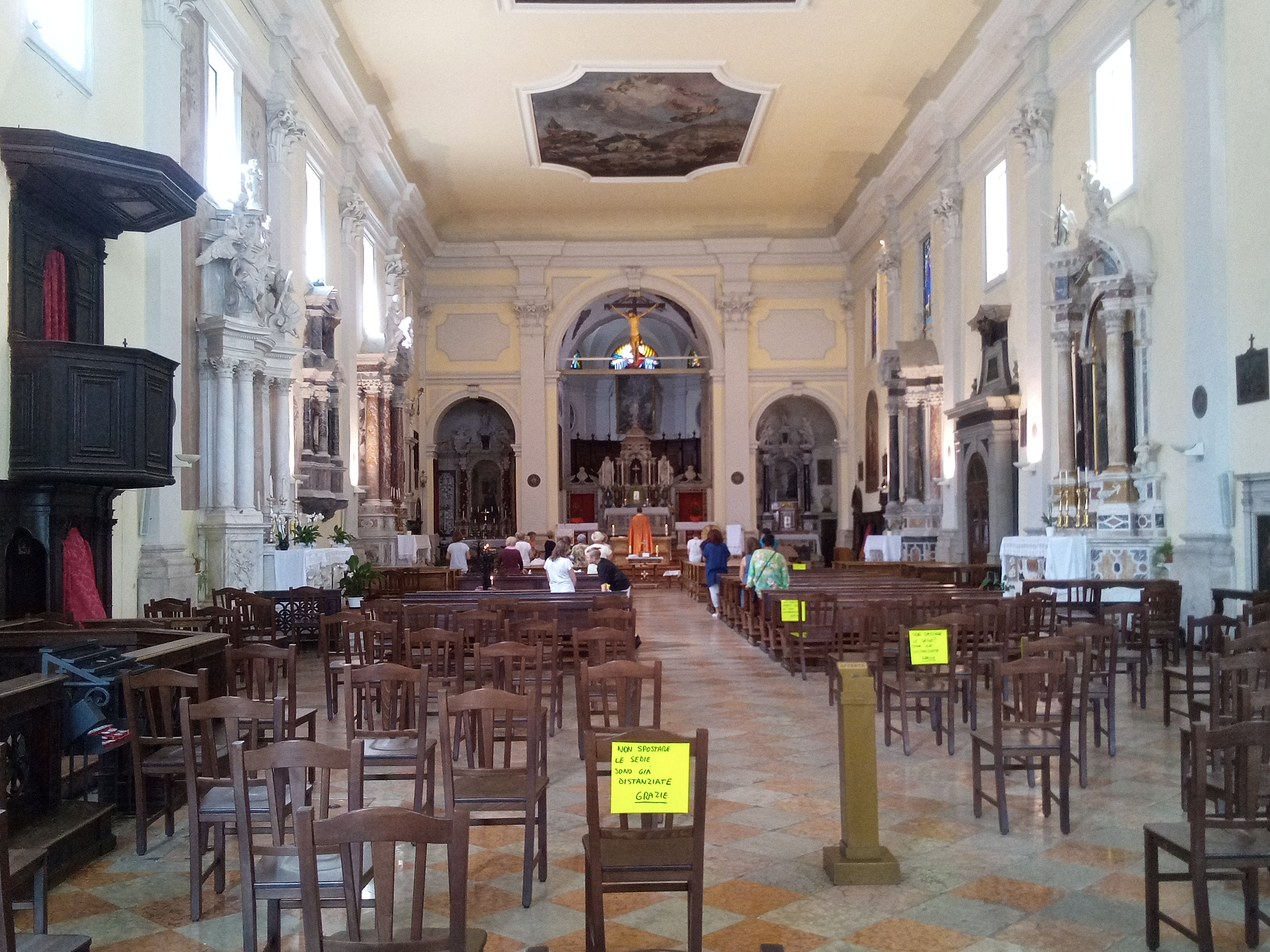
Una Divina liturgia di rito bizantino

La chiesa primitiva fu consacrata nel 1285, quando i domenicani si stabilirono a Udine e costruirono il loro convento a ridosso della seconda cerchia delle mura, in quello che ora è Largo dei Pecile. La chiesa attuale fu ricostruita e nuovamente riconsacrata nel 1438. Tra il 1642 e il 1643 fu rifatto il tetto, e nel 1685 fu costruito il coro. Infine tra il 1723 e il 1735 fu sistemato il soffitto. La chiesa fu privata dell'atrio a causa dell'apertura di via Erasmo Valvason.
La facciata odierna è stata progettata dall'architetto Giovanni Del Puppo nei primi anni del XX secolo in stile neo-rinascimentale. Un ultimo restauro fu realizzato tra il 1985 e il 1987.